# Danijel Djuric
Danijel Djuric (Varna, 5 de enero de 2003) es un futbolista búlgaro, nacionalizado islandés, que juega en la demarcación de delantero para el Víkingur Reykjavík de la Úrvalsdeild Karla.

## Selección nacional
Tras jugar en las categorías inferiores de la selección, finalmente debutó con la selección de fútbol de Islandia el 22 de octubre de 2022. Lo hizo en un partido amistoso contra Corea del Sur que finalizó con un resultado de 1-0 a favor del combinado surcoreano tras el gol de Song Min-kyu.

## Clubes
| Club               | País     | Año   | Partidos | Goles |
| ------------------ | -------- | ----- | -------- | ----- |
| Víkingur Reykjavík | Islandia | 2022- | 45       | 13    |